# Bras d’Or Lake
Der Bras d’Or Lake (manchmal auch als Bras d’Or Lakes oder Bras d’Or-Seensystem bezeichnet) ist ein rund 1.100 km² großer kanadischer See, der das Zentrum der Kap-Breton-Insel bestimmt. Der See wird oft auch als Ästuar oder Bucht des Atlantiks bezeichnet, da er durch zwei natürliche Kanäle mit dem offenen Meer verbunden ist und damit fjordähnlichen Charakter mit leichten Gezeiten und brackigem Wasser aufweist.
Der Name des Sees geht auf die ersten französischen Siedler zurück und bedeutet wörtlich auf Französisch „goldener Arm“, er ist eine Verballhornung des Toponyms Labrador. Die einheimischen Mi’kmaq gaben den See den Namen Pitu'pok (ungefähre Übersetzung „Salzwasser“).
Ein Teil des Sees und der Umgebung bilden ein Biosphärenreservat der UNESCO, das Biosphärenreservat Bras d’Or Lake, welches 2011 eingerichtet wurde.

## Geographie
Der Bras d’Or ist annähernd 80 km lang, 30 km breit, fast vollständig von Hügeln und niedrigen Bergen umgeben und stark untergliedert. Der südliche Teil des Sees ist mit dem nördlichen Teil durch die nur etwa 1 km breite Barra Street verbunden. Eine Straßen- und eine Eisenbahnbrücke überspannen diesen Teil des Sees.
Der südliche Teil des Bras d’Or besteht aus einer größeren Wasserfläche von über 30 km Durchmesser und einigen Buchten. Der schmale Isthmus von St. Peter trennte bis zum Bau des St. Peter Channels diesen Teil des Sees vom offenen Meer. Der nördliche Teil dagegen ist aus drei schmalen Armen zusammengesetzt und mit dem offenen Ozean durch zwei natürliche Kanäle verbunden, welche die Bouladerie Insel umschließen. Zahlreiche kleine Flüsse und Bäche münden in den Bras d’Or Lake.
Bedingt durch den begrenzten Zugang zum Meer sind Gezeiten und Salinität des Sees gering. Der Salzgehalt des Oberflächenwassers verringert sich nach Osten hin bis auf 20 ppm und ist nahe größerer Zuflüsse und in geschützten Buchten noch geringer. Der Bras d’Or weist typische Flussmündungsströmungen auf. Salzhaltiges Meerwasser strömt in der Tiefe in den See, während salzarmes Oberflächenwasser ins Meer abfließt.
Im Winter ist der See fast vollständig mit Eis bedeckt. Im Sommer erwärmt er sich auf etwas über 22 °C.

## Geologie
Der jetzige See entstand nach Rückzug der Gletscher am Ende der letzten Eiszeit vor ca. 10.000 Jahren. Durch verschiedene Hebungen und Senkungen des Landes war der Bras d’Or Lake zeitweilig ein vom Meer abgeschlossener Süßwassersee. Seit etwa 4.500 Jahren ist er jedoch wieder mit dem Meer verbunden.
Da noch keine Erforschung des Seegrundes durchgeführt wurde, beruht die Einschätzung des Untergrundes auf Untersuchungen des umliegenden Landes. Vermutlich besteht der Seegrund aus Sedimentgestein, vor allem Schiefer und Sandstein. Eine Schwereanomalie in der westlichen Bucht weist auf Salzvorkommen im Untergrund hin.
Der Großteil des Sees besetzt ein regionales Tiefland, aber einige tiefe Einschnitte (bis 280 m) dürften durch Gletscher während der Eiszeit geformt worden sein. Ungewöhnlich sind einige der Klippen, die den See begrenzen, da in ihnen organische Sedimente aus der letzten Eiszeit konserviert sind. Diese können der Forschung Aufschluss über frühere Klimabedingungen geben.

## Flora und Fauna
Die Vegetation ist ähnlich wie im benachbarten Sankt-Lorenz-Golf. Wegen der winterlichen Vereisung kommen Pflanzen der Gezeitenzone erst in größeren Tiefen vor. In geschützten Buchten mit niedrigerem Salzgehalt gibt es begrenzte Süßwasser-Sumpfvegetation.
Die Tierwelt des Bras d’Or Lake setzt sich zusammen aus Arten sowohl aus südlichen als auch aus nördlichen Gebieten. So ist etwa die Vielborster-Fauna typisch für gemäßigte nordamerikanische Gewässer, es sind aber auch arktische Arten vorhanden. Weitere Vertreter für wärmere Gewässer sind die Amerikanische Auster sowie die Sandgarnele. Die Fischfauna umfasst Stichlinge, Heringe, grönländischen Heilbutt und auch Regenbogenforellen. Diese sind Grundlage für eine große Population an Wasservögel (beispielsweise Kanadareiher, Kormorane und Weißkopfseeadler).

## Kultur
Der Bras d’Or Lake ist für das Volk der Mi’kmaq von hoher kultureller Bedeutung. Auf Chapel Island (Mniku) befindet sich der Mi’kmaq Grand Council (Großer Rat der Mi’kmaq). Die Insel wurde in Kanada zur historischen Stätte erklärt. Es wurde auch, etwas nördlich von Port Hawkesbury, ein Indianer Kulturzentrum errichtet. Hier können die First Nations ihre Kunst und Kultur bewahren und ebenso treffen sich dort die führenden Häuptlinge um wichtige Belange ihrer Stämme zu besprechen.
Ferner ist die Umgebung des Bras d’Or ein Mittelpunkt der schottischstämmigen Bevölkerung von Nova Scotia.

## Wirtschaft und Schifffahrt
Auf dem See wird noch Fischerei und Hummerfang betrieben; von wirtschaftlich weit größerer Bedeutung sind jedoch Aquakulturen (vor allem Austern und Lachse).
Im 19. und in der ersten Hälfte des 20. Jahrhunderts kam der kommerziellen Schifffahrt große Bedeutung zu. Verschiedene industrielle Erzeugnisse der Kap-Breton-Insel wurden über den Bras d’Or Lake und durch den St. Peters Kanal in Richtung Süden zum neuschottländischen Festland transportiert. Bis zum Bau moderner Straßen wurden auch die am See gelegenen Orte durch Küstenfrachter versorgt. Derzeit beschränkt sich die Schifffahrt auf den Transport von Gips und Holz.

## Tourismus
Heute ist der Bras d’Or Lake ein bevorzugtes Urlaubsgebiet. Die abwechslungsreiche Küstenlinie mit zahlreichen Buchten, Inseln und Häfen macht den See zu einem beliebten Revier für Segler. Die Gemeinden um den See bieten zahlreiche Jachthäfen, Golfclubs und andere Einrichtungen an.

## Umwelt
Der See hat drei Zugänge zum Atlantik. Einer davon ist der Kanal bei St. Peters, im Südosten von Cape Breton. Die fortschreitende Nutzung des Sees für touristische und andere Zwecke macht die Region zunehmend attraktiver. Die heimische Tierwelt hat Weißkopfseeadler, Elche, Hirsche und Bieber vorzuweisen.

## Sonstiges
Der bekannte Erfinder Alexander Graham Bell hatte in Beinn Bhreagh am Bras d’Or Lake sein Sommerdomizil. Während dieser Zeit experimentierte er mit verschiedenen unbemannten Fluggeräten. Diese Versuche führten schließlich zur AEA Silver Dart, die am 23. Februar 1909 bei Baddeck vom zugefrorenen Bras d’Or See startete und den ersten kontrollierten Motorflug in Kanada und dem Britischen Empire durchführte. Dieser von John A.D. McCurdy durchgeführte Flug erfuhr rund 25 Jahre später seine staatliche Würdigung, als er am 28. Mai 1934 von der kanadischen Regierung zu einem „nationalen historischen Ereignis“ erklärt wurde.
Des Weiteren arbeitete Bell auch an der Entwicklung von Tragflügelbooten. Im Jahr 1919 wurde auf dem Bras d’Or der erste offizielle Geschwindigkeitsweltrekord für Wasserfahrzeuge aufgestellt. In Anerkennung der Leistungen von A. G. Bell benannte die kanadische Marine in den 1960ern ihr experimentelles Tragflächen-ASW HMCS Bras d’Or.
Ihm zu Ehren wurde in Baddeck das Alexander Graham Bell Museum gewidmet.